# Reiulf Steen
Reiulf Steen (Hurum, 16 de agosto de 1933-Oslo, 5 de junio de 2014) fue un escritor, embajador y político noruego. Fue un activo militante del Partido Laborista Noruego entre 1958 y 1990; ejerció como vicepresidente del partido entre 1965 y 1975 y presidente de este entre 1975 y 1981. Steen ejerció como embajador de Noruega en Chile entre 1992 y 1996.

## Biografía
Nació en 1933 en Hurum, Buskerud, Noruega. Sus padres fueron Nils Steen (1889-1941) y Astrid Karlsen (1899-1986). Su padre, que falleció cuando Reiulf tenía 7 años, había sido presidente del Sindicato de trabajadores de la Industria Química de Noruega y teniente de alcalde del municipio.
Con 14 años, Steen llegó a ser dirigente de la sede regional del Partido Laborista. Trabajó en una fábrica y como periodista para el periódico Fremtiden en Drammen, antes de insertarse a la política en 1958. Tuvo un ascenso meteórico en los cargos del partido, presidiendo la Liga Juvenil Obrera entre 1961 y 1964.
Posteriormente ejerció como Ministro de Transporte entre 1971 y 1972 y Ministro de Comercio e Industria entre 1979 y 1981. Entre 1977 y 1993 fue parlamentario, representando las circunscripciones de Oslo y Akershus. Llegó a ser Vicepresidente del Internacional Socialista entre 1978 y 1983 y presidió su comité en Chile desde 1975 hasta 1990. Mantuvo un gran interés hacia América Latina, fue nombrado embajador de su país en Chile en 1992, cargo que duró hasta 1996.
Escribió columnas para los principales periódicos del país sobre asuntos tanto nacionales como internacionales. Fue también activo en Attac y presidió la filial noruega del Movimiento Europeo (1999–2001), Ayuda Popular Noruega (1999–2003) y la rama noruega del Comité de Helsinki por los Derechos humanos (1986–1992). En sus últimos años de vida, sus memorias y recuerdos personales, narraron puntos en los que detallaba sus propios problemas psiquiátricos y sus dificultades dentro del Partido Laborista.

## Vida privada
Reiulf Steen contrajo matrimonio dos veces. En 1960 se casó con Lis Fridholm (1936-1985), pero el matrimonio terminó en divorcio. En 1980 se casó con Inés Vargas, quien fue Viceministro de Justicia en Chile cuando el gobierno de Salvador Allende fue derrocado en un golpe militar en 1973. Falleció el 5 de junio de 2014, dejó a una viuda con 4 hijos de su matrimonio anterior y su familia adoptiva. A través de su hija, era suegro del político laborista Raymond Johansen, que es el actual jefe de gobierno de la ciudad de Oslo.